# Çiğdem Sezgin
Çiğdem Sezgin (Istanbul, 20 de setembre de 1972) és una directora de cinema, guionista, i productora de cinema turca.

## Biografia
Sezgin, que va començar la seva formació a la Facultat d'Economia de la Universitat d'Istanbul, se'n va anar i es va traslladar al Departament de Cinema i Televisió de la Facultat de Belles Arts de la Universitat de Marmara Departament de Cinema i Televisió. Després de completar la seva formació a la Universitat de Màrmara, va començar la seva carrera com a ajudant de direcció a la pel·lícula "Batık Aşklar Müzesi" dirigida per Adnan Azar el 1994. Va treballar com a ajudant de direcció i productora en moltes pel·lícules i sèries de televisió  Sezgin va guanyar el premi al "Millor director" al Festival de Cinema de la Badia Dorada d'Antakya  el 2015 amb la pel·lícula Kasap Havası, que va dirigir i escriure el guió, Va guanyar el premi "Special Newcomer" al Festival Internacional de Cinema de Mannheim-Heidelberg.

## Filmografia
| Pel·lícula | Pel·lícula       | Pel·lícula | Pel·lícula | Pel·lícula          | Pel·lícula | Pel·lícula         |
| Any        | Pel·lícula/Sèrie | Com        | Com        | Com                 | Com        | Notes              |
| Any        | Pel·lícula/Sèrie | Director   | Guionista  | Ajudant de direcció | Productor  | Notes              |
| ---------- | ---------------- | ---------- | ---------- | ------------------- | ---------- | ------------------ |
| 2015       | Kasap Havası     | Sí         | Sí         |                     | Sí         | Pel·lícula         |
| 2010       | Karadağlar       |            |            | Sí                  |            | Sèrie de televisió |
| 2005       | Üç Kadın         | Sí         |            |                     |            | Sèrie de televisió |

## Premis i nominacions
| Any  | Premi / Festival                                        | Pel·lícula        | Categoria          | Conclusió | Notes        |
| ---- | ------------------------------------------------------- | ----------------- | ------------------ | --------- | ------------ |
| 2016 | Festival Internacional de Cinema de Mannheim-Heidelberg | Kasap Havası      | "Special Newcomer" | Guanyador | [ 4 ]        |
| 2015 | Festival de Cinema Altın Koza d'Adana                   | Kasap Havası      |                    | Nominat   | [ 5 ]        |
| 2015 | Festival de Cinema Altın Defne d'Antakya                | Kasap Havası      | "En İyi Yönetmen"  | Guanyador | [ 3 ]        |
| 1997 | 19. İFSAK Ulusal Kısa Film ve Belgesel Yarışması        | Tokadı Haketmedim | "İkincilik Ödülü"  | Guanyador | curtmetratge |